# Annona neovelutina
Annona neovelutina är en kirimojaväxtart som beskrevs av H. Rainer. Annona neovelutina ingår i släktet annonor, och familjen kirimojaväxter. Inga underarter finns listade i Catalogue of Life.